# Ligue 1 2024-2025
Sezonul Ligue 1 2024–2025, cunoscut și ca Ligue 1 McDonald's din motive de sponsorizare, este cel de-al 87-lea sezon al Ligue 1, eșalonul principal de fotbal profesionist din Franța. Sezonul a început pe 16 august 2024 și s-a încheiat pe 17 mai 2025.

## Echipe
Un număr de optsprezece echipe participă la ediția 2024-25 a Ligue 1. Auxerre, Angers (ambele revin în prima ligă după un an de absență) au promovat după ce au terminat pe primul, respectiv al doilea loc în Ligue 2 2023-2024, iar Saint-Étienne (revine în prima ligă după doi ani de absență) după ce a câștigat meciul cu FC Metz. Metz, Lorient și Clermont (retrogradate după un an, patru și, respectiv, trei ani în primul eșalon) au retrogradat în Ligue 2 2024-2025.

### Stadioane și orașe
Notă: Tabelul se aranjează în ordine alfabetică.
| Echipa        | Oraș              | Stadion                   | Capacitate | sezonul 2023–24     |
| ------------- | ----------------- | ------------------------- | ---------- | ------------------- |
| Angers        | Angers            | Stade Raymond Kopa        | 18.752     | locul 2 în Ligue 2  |
| Auxerre       | Auxerre           | Stade de l'Abbé-Deschamps | 21.379     | locul 1 în Ligue 2  |
| Brest         | Brest             | Stade Francis-Le Blé      | 15.931     | locul 3 în Ligue 1  |
| Le Havre      | Le Havre          | Stade Océane              | 25.178     | locul 15 în Ligue 2 |
| Lens          | Lens              | Stade Bollaert-Delelis    | 37.705     | locul 7 în Ligue 1  |
| Lille         | Villeneuve-d'Ascq | Stade Pierre-Mauroy       | 50.186     | locul 4 în Ligue 1  |
| Lyon          | Décines-Charpieu  | Groupama Stadium          | 59.186     | locul 6 în Ligue 1  |
| Marseille     | Marseille         | Orange Vélodrome          | 67.394     | locul 8 în Ligue 1  |
| Monaco        | Monaco            | Stade Louis II            | 18.523     | locul 2 în Ligue 1  |
| Montpellier   | Montpellier       | Stade de la Mosson        | 32.900     | locul 12 în Ligue 1 |
| Nantes        | Nantes            | Stade de la Beaujoire     | 35.322     | locul 14 în Ligue 1 |
| Nice          | Nice              | Allianz Riviera           | 35.624     | locul 15 în Ligue 1 |
| PSG           | Paris             | Parc des Princes          | 48.583     | locul 1 în Ligue 1  |
| Reims         | Reims             | Stade Auguste Delaune     | 21.684     | locul 9 în Ligue 1  |
| Rennes        | Rennes            | Roazhon Park              | 29.778     | locul 10 în Ligue 1 |
| Strasbourg    | Strasbourg        | Stade de la Meinau        | 29.230     | locul 13 în Ligue 1 |
| Saint-Étienne | Saint-Étienne     | Stade Geoffroy-Guichard   | 41.965     | locul 3 în Ligue 2  |
| Toulouse      | Toulouse          | Stadium Municipal         | 33.150     | locul 13 în Ligue 1 |

### Schimbări de antrenori
| Echipa        | Antrenorul care pleacă    | Motivul plecării      | Data plecării     | Poziția în clasament | Antrenorul care vine | Data numirii      |
| ------------- | ------------------------- | --------------------- | ----------------- | -------------------- | -------------------- | ----------------- |
| Reims         | Samba Diawara (interimar) | Finalul interimatului | 19 mai 2024       | Pre-sezon            | Luka Elsner          | 25 iunie 2024     |
| Marseille     | Jean-Louis Gasset         | Pensionare            | 20 mai 2024       | Pre-sezon            | Roberto De Zerbi     | 1 iulie 2024      |
| Nice          | Francesco Farioli         | a semnat cu Ajax      | 23 mai 2024       | Pre-sezon            | Franck Haise         | 1 iulie 2024      |
| Lille         | Paulo Fonseca             | De comun acord        | 5 iunie 2024      | Pre-sezon            | Bruno Génésio        | 1 iulie 2024      |
| Lens          | Franck Haise              | A semnat cu Nice      | 6 iunie 2024      | Pre-sezon            | Will Still           | 10 iunie 2024     |
| Le Havre      | Luka Elsner               | A semnat cu Reims     | 25 iunie 2024     | Pre-sezon            | Didier Digard        | 1 iulie 2024      |
| Strasbourg    | Patrick Vieira            | De comun acord        | 18 iulie 2024     | Pre-sezon            | Liam Rosenior        | 25 iulie 2024     |
| Montpellier   | Michel Der Zakarian       | Demis                 | 20 octombrie 2024 | locul 18             | Jean-Louis Gasset    | 22 octombrie 2024 |
| Rennes        | Julien Stéphan            | Demis                 | 7 noiembrie 2024  | locul 13             | Jorge Sampaoli       | 11 noiembrie 2024 |
| Saint-Étienne | Olivier Dall'Oglio        | Demis                 | 14 decembrie 2024 | locul 16             | Eirik Horneland      | 20 decembrie 2024 |
| Lyon          | Pierre Sage               | Demis                 | 27 ianuarie 2025  | locul 6              | Paulo Fonseca        | 31 ianuarie 2025  |
| Rennes        | Jorge Sampaoli            | Demis                 | 30 ianuarie 2025  | locul 16             | Habib Beye           | 30 ianuarie 2025  |
| Reims         | Luka Elsner               | Demis                 | 3 februarie 2025  | locul 13             | Samba Diawara        | 3 februarie 2025  |

## Rezultate

### Clasament
| Loc | Echipa              | MJ | V  | E  | Î  | GM | GP | DG  | Pct | Calificare sau retrogradare                          |
| --- | ------------------- | -- | -- | -- | -- | -- | -- | --- | --- | ---------------------------------------------------- |
| 1   | Paris Saint-Germain | 34 | 26 | 6  | 2  | 92 | 35 | +57 | 84  | Calificare în grupa Ligii Campionilor                |
| 2   | Marseille           | 34 | 20 | 5  | 9  | 74 | 47 | +27 | 65  | Calificare în grupa Ligii Campionilor                |
| 3   | Monaco              | 34 | 18 | 7  | 9  | 63 | 41 | +22 | 61  | Calificare în grupa Ligii Campionilor                |
| 4   | Nice                | 34 | 17 | 9  | 8  | 66 | 41 | +25 | 60  | Calificare în turul preliminar al Ligii Campionilor  |
| 5   | Lille               | 34 | 17 | 9  | 8  | 52 | 36 | +16 | 60  | Calificare în grupa Europa League                    |
| 6   | Lyon                | 34 | 17 | 6  | 11 | 65 | 46 | +19 | 57  | Calificare în grupa Europa League                    |
| 7   | Strasbourg          | 34 | 16 | 9  | 9  | 56 | 44 | +12 | 57  | Calificare în faza play-off Europa Conference League |
| 8   | Lens                | 34 | 15 | 7  | 12 | 42 | 39 | +3  | 52  |                                                      |
| 9   | Brest               | 34 | 15 | 5  | 14 | 52 | 59 | −7  | 50  |                                                      |
| 10  | Toulouse            | 34 | 11 | 9  | 14 | 44 | 43 | +1  | 42  |                                                      |
| 11  | Auxerre             | 34 | 11 | 9  | 14 | 48 | 51 | −3  | 42  |                                                      |
| 12  | Rennes              | 34 | 13 | 2  | 19 | 51 | 50 | +1  | 41  |                                                      |
| 13  | Nantes              | 34 | 8  | 12 | 14 | 39 | 52 | −13 | 36  |                                                      |
| 14  | Angers              | 34 | 10 | 6  | 18 | 32 | 53 | −21 | 36  |                                                      |
| 15  | Le Havre            | 34 | 10 | 4  | 20 | 40 | 71 | −31 | 34  |                                                      |
| 16  | Reims               | 34 | 8  | 9  | 17 | 33 | 47 | −14 | 33  | Baraj promovare/retrogradare în Ligue 2              |
| 17  | Saint-Étienne       | 34 | 8  | 6  | 20 | 39 | 77 | −38 | 30  | Retrogradare în Ligue 2                              |
| 18  | Montpellier         | 34 | 4  | 4  | 26 | 23 | 79 | −56 | 16  | Retrogradare în Ligue 2                              |

1. 1 2  Întrucât câștigătoarea Cupei Franței 2024–25, Paris Saint-Germain FC, s-a calificat în Liga Campionilor prin intermediul clasamentului în campionat, locul în Europa League acordat câștigătorilor cupei a fost transferat echipei de pe locul șase, iar locul în Conference League a fost transferat echipei de pe locul șapte.

### Rezultate meciuri
| Acasă \ Deplasare | ANG | AUX | BRE | HAC | LEN | LIL | OL  | OM  | ASM | MON | FCN | NIC | PSG | REI | REN | STE | STR | TFC |
| ----------------- | --- | --- | --- | --- | --- | --- | --- | --- | --- | --- | --- | --- | --- | --- | --- | --- | --- | --- |
| Angers            | —   | 2–0 | 2–0 | 1–1 | 0–1 | 0–2 | 0–3 | 0–2 | 0–2 | 2–0 | 1–1 | 1–4 | 2–4 | 1–3 | 0–3 | 4–2 | 2–1 | 0–4 |
| Auxerre           | 1–0 | —   | 3–0 | 1–2 | 2–2 | 0–0 | 1–3 | 3–0 | 0–3 | 1–0 | 1–1 | 2–1 | 0–0 | 2–1 | 4–0 | 1–1 | 0–1 | 2–2 |
| Brest             | 2–0 | 2–2 | —   | 2–0 | 1–3 | 2–0 | 2–1 | 1–5 | 2–1 | 1–0 | 4–1 | 0–1 | 2–5 | 0–0 | 1–1 | 4–0 | 3–1 | 2–0 |
| Le Havre          | 0–1 | 3–1 | 0–1 | —   | 1–2 | 0–3 | 0–4 | 1–3 | 1–1 | 1–0 | 3–2 | 1–3 | 1–4 | 0–3 | 1–5 | 1–1 | 0–3 | 1–4 |
| Lens              | 1–0 | 0–4 | 2–0 | 3–4 | —   | 0–2 | 0–0 | 1–3 | 4–0 | 2–0 | 3–2 | 0–0 | 1–2 | 0–2 | 1–0 | 1–0 | 0–2 | 0–1 |
| Lille             | 2–0 | 3–1 | 3–1 | 1–2 | 1–0 | —   | 1–1 | 1–1 | 2–1 | 1–0 | 1–1 | 2–1 | 1–3 | 2–1 | 1–0 | 4–1 | 3–3 | 2–1 |
| Lyon              | 2–0 | 2–2 | 2–1 | 4–2 | 1–2 | 2–1 | —   | 2–3 | 0–2 | 1–0 | 2–0 | 4–1 | 2–3 | 4–0 | 4–1 | 1–0 | 4–3 | 0–0 |
| Marseille         | 1–1 | 1–3 | 4–1 | 5–1 | 0–1 | 1–1 | 3–2 | —   | 2–1 | 5–1 | 2–0 | 2–0 | 0–3 | 2–2 | 4–2 | 5–1 | 1–1 | 3–2 |
| Monaco            | 0–1 | 4–2 | 3–2 | 3–1 | 1–1 | 0–0 | 2–0 | 3–0 | —   | 2–1 | 7–1 | 2–1 | 2–4 | 3–0 | 3–2 | 1–0 | 0–0 | 2–0 |
| Montpellier       | 1–3 | 3–2 | 3–1 | 0–2 | 0–2 | 2–2 | 1–4 | 0–5 | 2–1 | —   | 1–3 | 2–2 | 1–4 | 0–0 | 0–4 | 0–2 | 1–1 | 0–3 |
| Nantes            | 0–1 | 2–0 | 0–2 | 0–2 | 3–1 | 1–0 | 1–1 | 1–2 | 2–2 | 3–0 | —   | 1–1 | 1–1 | 1–2 | 1–0 | 2–2 | 0–1 | 0–0 |
| Nice              | 2–1 | 1–1 | 6–0 | 2–1 | 2–0 | 2–2 | 0–2 | 2–0 | 2–1 | 2–0 | 1–2 | —   | 1–1 | 1–0 | 3–2 | 8–0 | 2–1 | 1–1 |
| Paris SG          | 1–0 | 3–1 | 3–1 | 2–1 | 1–0 | 4–1 | 3–1 | 3–1 | 4–1 | 6–0 | 1–1 | 1–3 | —   | 1–1 | 3–1 | 2–1 | 4–2 | 3–0 |
| Reims             | 0–1 | 0–2 | 1–2 | 1–1 | 0–3 | 0–2 | 1–1 | 3–1 | 0–0 | 4–2 | 1–2 | 2–4 | 1–1 | —   | 2–1 | 0–2 | 0–1 | 1–0 |
| Rennes            | 2–0 | 0–1 | 1–2 | 1–0 | 1–1 | 0–2 | 3–0 | 1–2 | 1–2 | 3–0 | 2−1 | 2–0 | 1–4 | 1–0 | —   | 5–0 | 1–0 | 0–2 |
| Saint-Étienne     | 3–3 | 3–1 | 3–3 | 0–2 | 0–2 | 1–0 | 2–1 | 0–2 | 1–3 | 1–0 | 1–1 | 1–3 | 1–6 | 3–1 | 0–2 | —   | 2–0 | 2–3 |
| Strasbourg        | 1–1 | 3–1 | 0–0 | 2–3 | 2–2 | 2–1 | 4–2 | 1–0 | 1–3 | 2–0 | 3–1 | 2–2 | 2–1 | 0–0 | 3–1 | 3–1 | —   | 2–1 |
| Toulouse          | 1–1 | 2–0 | 2–4 | 2–0 | 1–1 | 1–2 | 1–2 | 1–3 | 1–1 | 1–2 | 0–0 | 1–1 | 0–1 | 1–0 | 2–1 | 2–1 | 1–2 | —   |

## Baraj promovare/retrogradare
Sezonul 2024-2025 se va încheia după disputarea meciului de baraj dintre ocupanta locului al 16-lea din Ligue 1 și câștigătoarea barajului de promovare din Ligue 2.

### Tur
| Metz       | 1–1    | Reims       |
| ---------- | ------ | ----------- |
| - Udol 38' | Raport | - Kipré 52' |

### Retur
| Reims     | 1–3 (d.p.) | Metz                                |
| --------- | ---------- | ----------------------------------- |
| - Tia 57' | Raport     | - Udol 78' - Touré 110' - Hein 114' |

Metz a câștigat cu scorul general de 4–2 și a promovat în Ligue 1, în timp ce Reims a retrogradat în Ligue 2.

## Statistici

### Top marcatori
| Loc | Jucător             | Club                | Goluri |
| --- | ------------------- | ------------------- | ------ |
| 1   | Ousmane Dembélé     | Paris Saint-Germain | 21     |
| 1   | Mason Greenwood     | Marseille           | 21     |
| 3   | Arnaud Kalimuendo   | Rennes              | 17     |
| 4   | Jonathan David      | Lille               | 16     |
| 5   | Alexandre Lacazette | Lyon                | 15     |
| 6   | Bradley Barcola     | Paris Saint-Germain | 14     |
| 6   | Emanuel Emegha      | Strasbourg          | 14     |
| 8   | Ludovic Ajorque     | Brest               | 13     |
| 8   | Mika Biereth        | Monaco              | 13     |
| 8   | Amine Gouiri        | Rennes/Marseille    | 13     |

### Hat-trick-uri
| Jucător             | Club                | Oponent       | Rezultat | Data               |
| ------------------- | ------------------- | ------------- | -------- | ------------------ |
| Jonathan David      | Lille               | Le Havre      | 3–0 (A)  | 28 septembrie 2024 |
| Zuriko Davitashvili | Saint-Étienne       | Auxerre       | 3–1 (H)  | 5 octombrie 2024   |
| Arnaud Kalimuendo   | Rennes              | Saint-Étienne | 5–0 (H)  | 30 noiembrie 2024  |
| Alexandre Lacazette | Lyon                | Nice          | 4–1 (H)  | 1 decembrie 2024   |
| Ousmane Dembélé     | Paris Saint-Germain | Brest         | 5–2 (A)  | 1 februarie 2025   |
| Mika Biereth        | Monaco              | Auxerre       | 4–2 (H)  | 1 februarie 2025   |
| Mika Biereth        | Monaco              | Nantes        | 7–1 (H)  | 15 februarie 2025  |
| Mika Biereth        | Monaco              | Reims         | 3–0 (H)  | 28 februarie 2025  |
| Amine Gouiri        | Marseille           | Brest         | 4–1 (H)  | 27 aprilie 2025    |
| Gonçalo Ramos       | Paris Saint-Germain | Montpellier   | 4–1 (A)  | 10 mai 2025        |

### Meciuri fără gol primit
| Loc | Jucător          | Club        | Meciuri fără gol primit |
| --- | ---------------- | ----------- | ----------------------- |
| 1   | Brice Samba      | Lens/Rennes | 12                      |
| 2   | Lucas Chevalier  | Lille       | 11                      |
| 3   | Marco Bizot      | Brest       | 10                      |
| 3   | Đorđe Petrović   | Strasbourg  | 10                      |
| 5   | Donovan Léon     | Auxerre     | 9                       |
| 5   | Lucas Perri      | Lyon        | 9                       |
| 5   | Guillaume Restes | Toulouse    | 9                       |
| 8   | Philipp Köhn     | Monaco      | 8                       |
| 9   | Marcin Bułka     | Nice        | 7                       |
| 9   | Yehvann Diouf    | Reims       | 7                       |
| 9   | Yahia Fofana     | Angers      | 7                       |

### Disciplină

#### Jucător
- Cele mai multe cartonașe galbene: 13[31]
  -  Facundo Medina (Lens)
- Cele mai multe cartonașe roșii: 2[32]
  -  Melvin Bard (Nice)
  -  Marcus Coco (Nantes)
  -  Derek Cornelius (Marseille)
  -  Tanguy Coulibaly (Montpellier)
  -  Massadio Haïdara (Brest)
  -  Cédric Kipré (Reims)
  -  Deiver Machado (Lens)
  -  Lilian Raolisoa (Angers)

#### Echipă
- Cele mai multe cartonașe galbene: 83[33]
  - Montpellier
- Cele mai multe cartonașe roșii: 8[34][35]
  - Lens
- Cele mai puține cartonașe galbene: 39[33]
  - Paris Saint-Germain
- Cele mai puține cartonașe roșii: 0[34][35]
  - Lyon
  - Paris Saint-Germain